# 維諾格拉多夫區

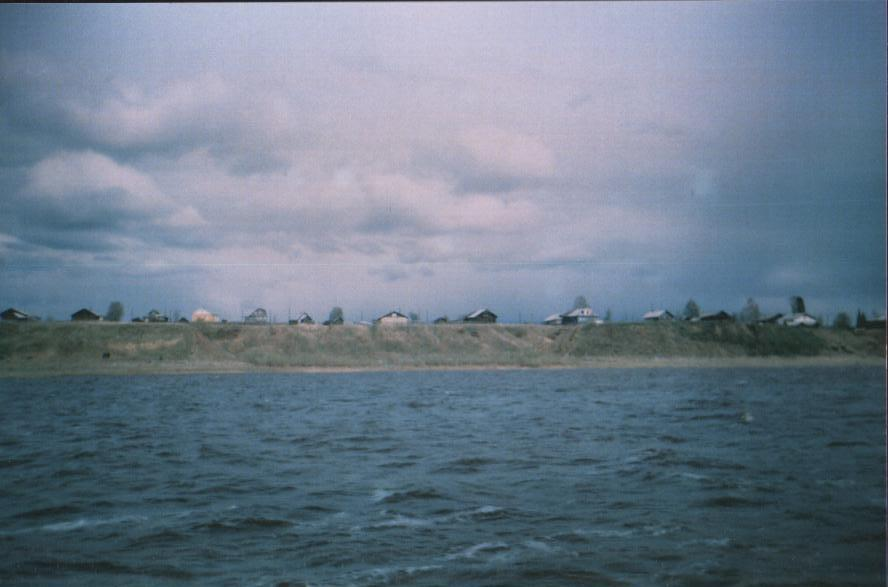

62°51′N 42°43′E / 62.850°N 42.717°E
維諾格拉多夫區（俄语：Виноградовский район），是俄羅斯的一個區，位於該國西北部，由阿爾漢格爾斯克州負責管轄，始建於1929年7月15日，面積12,600平方公里，2010年人口16,753，人口密度每平方公里1.33人。